# Rajd Alpejski 1961
Rajd Alpejski 1961 (22. Coupe des Alpes) – 22 edycja rajdu samochodowego Rajd Alpejski rozgrywanego we Francji od 24 do 28 czerwca 1961 roku. Była to piata runda Rajdowych Mistrzostw Europy w roku 1961.

## Wyniki końcowe rajdu
| Miejsce                      | Kierowca                     | Pilot                        | Samochód                     | Punkty                       | Strata                       |                              |
| Klasyfikacja generalna i ERC | Klasyfikacja generalna i ERC | Klasyfikacja generalna i ERC | Klasyfikacja generalna i ERC | Klasyfikacja generalna i ERC | Klasyfikacja generalna i ERC | Klasyfikacja generalna i ERC |
| ---------------------------- | ---------------------------- | ---------------------------- | ---------------------------- | ---------------------------- | ---------------------------- | ---------------------------- |
| 1.                           | Donald Jude Morley           | Godfrey Erle Morley          | Austin-Healey 3000           |                              | –                            |                              |
| 2.                           | Jean Rolland                 | Gabriel Augias               | Alfa Romeo Giulietta         | 60                           |                              |                              |
| 3.                           | Paddy Hopkirk                | Jack Scott                   | Sunbeam Rapier               | 120                          | +60                          |                              |
| 4.                           | Henri Greder                 | Patrick Charon               | Alpine A108                  | 189.9                        | +129.9                       |                              |
| 5.                           | René Trautmann               | Jean-Claude Ogier            | Citroën ID 19                | 240                          | +180                         |                              |
| 6.                           | Peter Harper                 | Peter Procter                | Sunbeam Rapier               | 240                          | +180                         |                              |
| 7.                           | Keith Ballisat               | Ian Lewis                    | Sunbeam Rapier               | 420                          | +360                         |                              |
| 8.                           | Poirot Christian             | Hughes Hazar                 | Porsche                      | 540                          | +480                         |                              |
| 9.                           | Lucien Bianchi               | Georges Harris               | Citroën DS 19                | 540                          | +480                         |                              |
| 10.                          | Pierre Campuzan              | Martial Delalande            | Porsche                      | 624.1                        | +564.1                       |                              |